# Gertrude Short

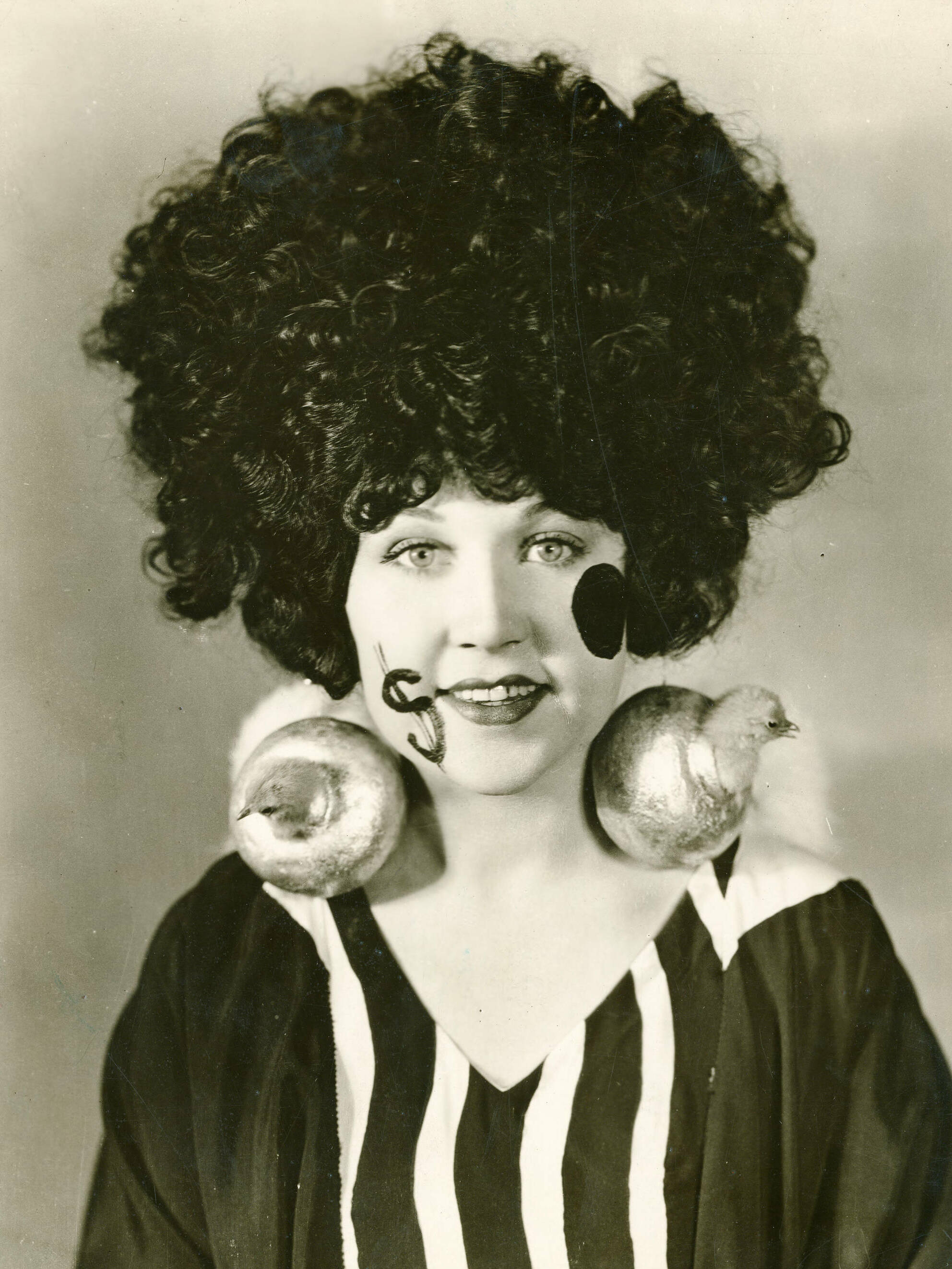
Gertrude Short, 1925

Gertrude Short (ur. 6 kwietnia 1902, zm. 31 lipca 1968) – amerykańska aktorka niemego i na początku filmu dźwiękowego. Pojawiła się w 132 filmach między 1912 a 1945 rokiem. Urodziła się w Cincinnati, w stanie Ohio, a zmarła w Hollywood w Kalifornii, w wieku 66 lat, na zawał serca.

## Filmografia
- 1917: Mała księżniczka
- 1934: W pogoni za cieniem